# 中華電視公司
中華電視公司（ちゅうかでんしこうし）は、中華民国（台湾）の地上波テレビ放送局である。略称は「華視」、「CTS」。英文表記は「Chinese Television System」。日本では「中華テレビ」、「台湾CTS」と表記する場合が多い。台湾電視公司、中国電視公司と並ぶ同国の三大老舗テレビ局（老三台）のひとつ。

## 沿革
- 1962年2月14日 - 教育電視廣播實驗電台（教育電視台）が成立。
- 1963年12月1日 - 教育電視廣播實驗電台を教育電視廣播電台に改名する。
- 1970年2月16日 - 教育電視台を中華電視台 (Chinese Television Service) に改名することが決定される。
- 1971年10月8日 - 教育部、国防部、企業界の人士などの共同投資により会社「中華文化事業股份有限公司」設立。
- 1971年10月31日 - 厳家淦副総統夫人の劉期純と初代社長の劉先雲が放送開始のボタンを押し開局。
- 1972年1月31日 - 華視文化事業股份有限公司を設立。
- 1972年2月10日 - 台視、中視と共同開催の「中興之夜」を生中継する。台湾テレビ界の他局との共同合作の始まりである。
- 1974年7月1日 - 国防部が華視に軍教学番組の制作を委託し、放送開始する。
- 1976年5月14日 - コスタリカのチャンネル7と姉妹局になる。
- 1978年3月6日 - 教育部が華視に数学、英語、物理、化学などの教育番組を制作し放送するよう要請する。
- 1981年1月19日 - 教育部の国語推進運動に協力するため国語教育番組「毎日一字」を放送開始する。
- 1981年2月28日 - 南アフリカテレビと姉妹局になる。
- 1981年10月31日 - 開局10周年を記念して「華視十年」を出版する。
- 1982年12月6日 - パナマテレビと姉妹局になる。
- 1983年7月 - UHF帯を使用した試験放送を開始する。
- 1983年9月1日 - UHF帯を使用した放送を正式に開始する。現在の局舎を使用開始。
- 1984年5月1日 - 華視視聴覚センター設立。
- 1984年9月1日 - 華視ビル落成。

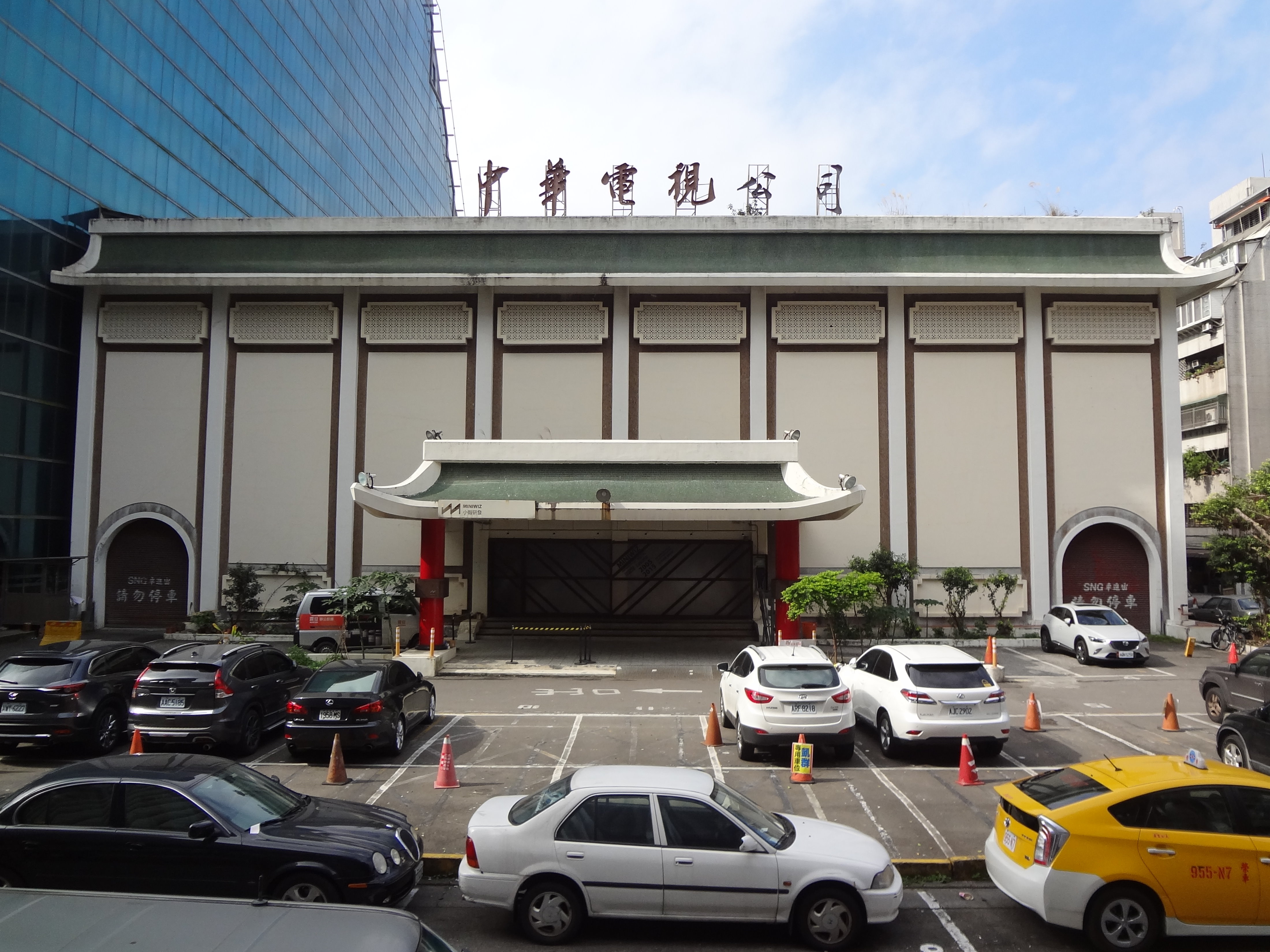
撮影ビル

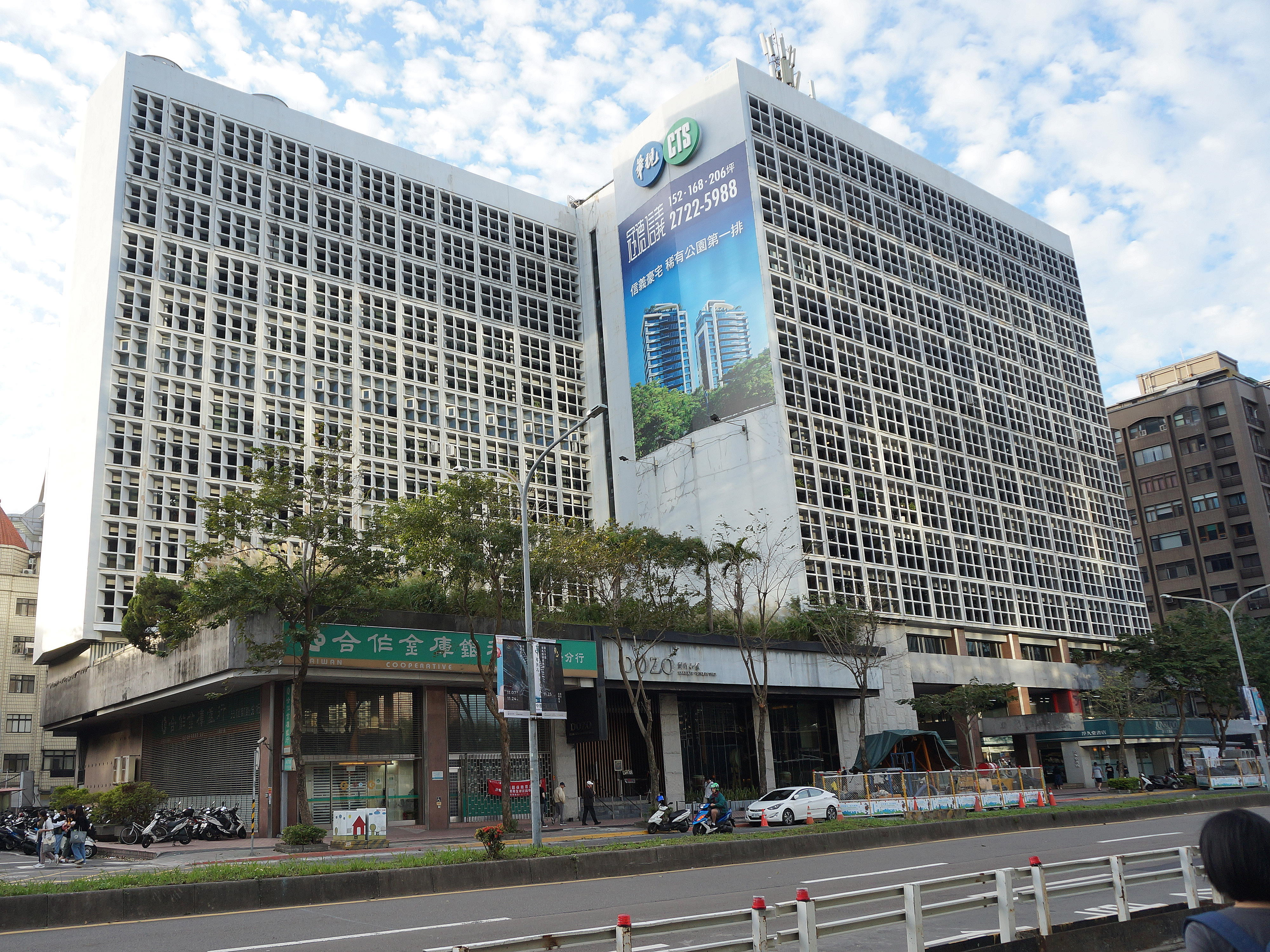
光復ビル

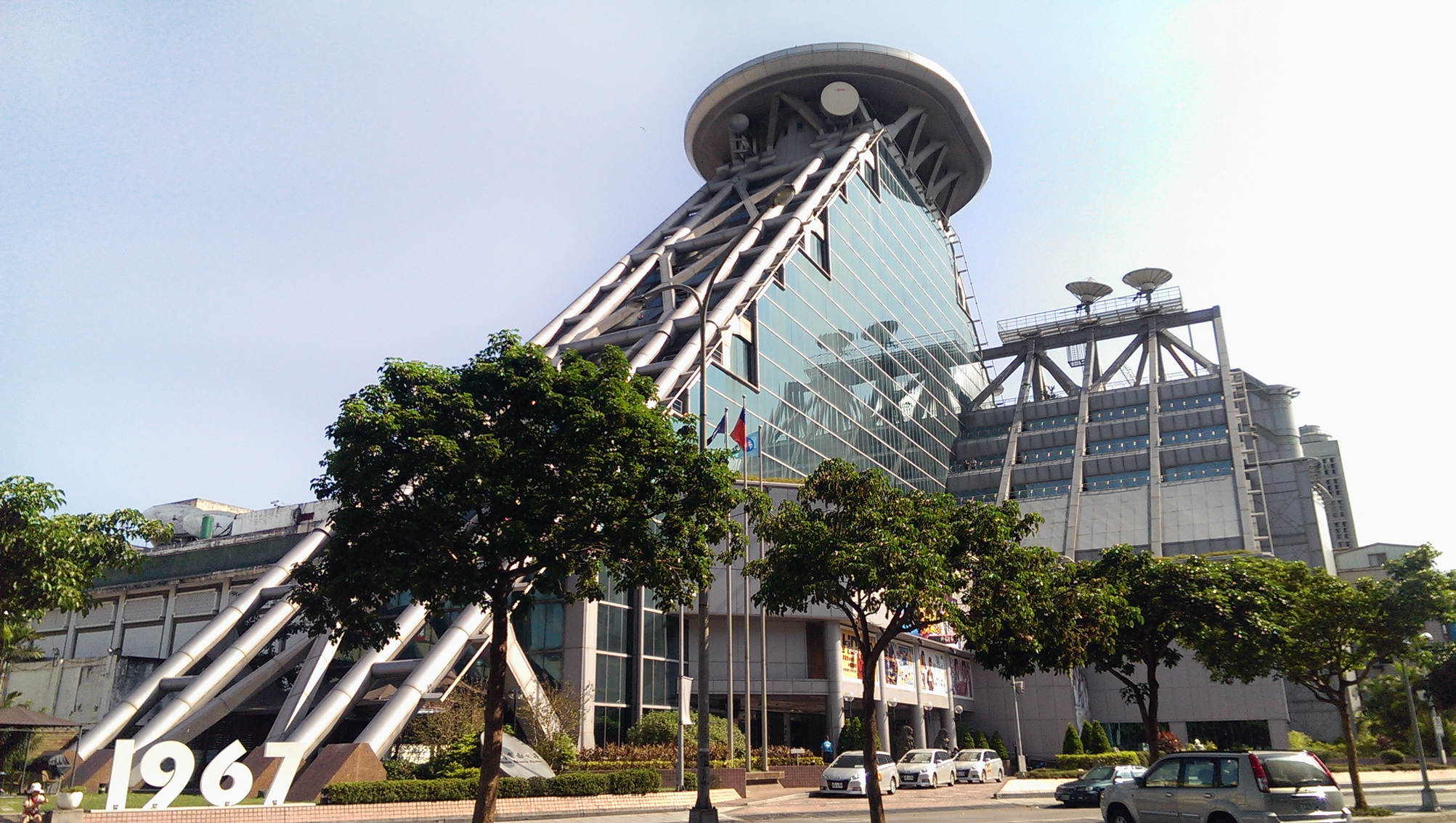
電視制作ビル

UHFスタジオ

- 1986年5月3日 - パラグアイのチャンネル13と姉妹局になる。
- 1986年5月6日 - ウルグアイのチャンネル12と姉妹局になる。
- 1986年10月31日 - 開局15周年を記念して「華視十五年」を出版する。
- 1987年7月22日 - 英文表記を「Chinese Television Service」から「Chinese Television System」に修正する。
- 1988年4月18日 - 社内出版物「華視週訊」創刊。
- 1988年9月29日 - 子会社の華国視聴股份有限公司と華広伝播事業股份有限公司が合併し華視文化事業股份有限公司となる。
- 1988年10月27日 - 社名を中華電視台から中華電視股份有限公司に変更する。
- 1988年11月25日 - 経済部は華視が社名を中華電視股份有限公司に改名することを正式に許可する。
- 1989年5月5日 - 西ドイツ（当時）のZDFと姉妹局になる。
- 1990年2月2日 - 日本のTBSと姉妹局になる。
- 1990年6月 - D2-VTRを採用してCMを放送する。
- 1991年10月31日 - 開局20周年を記念して「華視二十年」を出版する。
- 1992年1月1日 - 台視、中視とともにステレオ放送と二か国語放送を開始する。
- 1996年4月10日 - 公式ウェブサイト運営開始。
- 1999年8月6日 - ISO9002の認証を取得。
- 2006年7月1日 - 公共電視台とともに「台湾公共放送グループ」を設立。公共放送になったが華視は従来通りCMを放送している。
- 2012年7月28日 - 地上波ハイビジョンチャンネル「華視HD台」放送開始。
- 2015年10月1日 - 地上波の主チャンネルをハイビジョン放送移行する。
- 2022年4月22日 - 同月20日朝のニュース番組で「中国軍が新北市をミサイル攻撃した」などのテロップを誤表示した放送事故により、董事長と代理総経理が引責辞職[1][2]。

## チャンネル
- メインチャンネル（華視主頻）
- 教育文化チャンネル（華視教育文化台）
- ニュースとインフォチャンネル（華視新聞資訊台）
- 国会チャンネル１・２（國會頻道1台、2台）

## 主な番組
- POWER SUNDAY- 人気のバラエティ番組，毎週日曜日20:00-22:00放送。
- 快楽星期天（ハッピーサンデー） - 人気のバラエティ番組。2003年から2004年にかけてS.H.Eが日本を紹介するコーナーを放映した。
- 日本再発現 - 林志玲と日本人タレント・TOMOが日本を紹介する番組。
- 華視新聞雑誌 - ニュース番組。毎週月曜日23:00-24:00放送。
- 連環泡 - 社会現象を起こしたバラエティ番組。
- 百戦百勝 - 『痛快なりゆき番組 風雲!たけし城』の台湾版。
- 快樂有go正

### ドラマ
- 敲敲愛上你
- 包青天
- 流星花園 - 『花より男子』の台湾版。F4や徐熙媛、楊丞琳が出演し日本でも放送された。
- 貧窮貴公子〜山田太郎ものがたり〜
- 來我家吧〜Come to My place〜

### アニメ
- ハゼドン - 『水晶宮』という番組名で放送。
- 原始少年リュウ - 『小泰山』という番組名で放送。
- 樫の木モック - 『小木偶』という番組名で放送。
- けろっこデメタン - 『小青蛙』という番組名で放送。
- 昆虫物語みなしごハッチ、昆虫物語 新みなしごハッチ - 『小蜜蜂』という番組名で放送。
- 宇宙戦艦ヤマト - 『宇宙戰艦』という番組名で放送。
- 宇宙戦艦ヤマト2 - 『宇宙戰艦』という番組名で放送。(パート1と連続放送)
- マジンガーZ - 『無敵鐵金剛』という番組名で放送。
- グレートマジンガー - 『無敵鐵金剛』という番組名で放送。(マジンガーZと連続放送)
- UFOロボ グレンダイザー - 『金剛戰神』という番組名で放送。
- 科学救助隊テクノボイジャー - 『雷鳥2086』という番組名で放送。(ちなみに海外輸出バージョン《Thunderbirds 2086》)
- カラオケ戦士マイク次郎 - 『卡拉OK戰士』という番組名で放送。
- 恐竜探険隊ボーンフリー - 『恐龍救生隊』という番組名で放送。
- 機動戦士Ζガンダム - 『剛彈勇士』という名で放送。
- 機動戦士ガンダムΖΖ - 『剛彈勇士』という名で放送。(Zガンダムと連続放送)
- 惑星ロボ ダンガードA - 『霹靂日光號』という名で放送。
- タイムボカン - 『救難小英雄』という名で放送。(打ち切り)
- ヤッターマン - 『正義雙俠』という名で放送。
- 闘士ゴーディアン - 『黑豹傳奇』という名で放送。
- 戦国魔神ゴーショーグン - 『宇宙王』という名で放送。
- くじらのホセフィーナ - 『小鯨魚』という名で放送。
- おはよう!スパンク - 『小雪球』という名で放送。
- ふしぎなコアラブリンキー - 『神奇無尾熊』という名で放送。
- ボスコアドベンチャー - 『公主歷險記』という名で放送。
- アンデルセン物語 - 『安徒生童話』という名で放送。
- グリム名作劇場 - 『格林童話』という名で放送。
- 鉄拳チンミ - 『功夫小子』という名で放送。
- 鉄腕アトム(アニメ第2作) - 『小戰士』という名で放送。
- ゴールドライタン - 『無敵小戰士』という名で放送。
- マシンロボ クロノスの大逆襲 - 『機器勇士』という名で放送。
- マシンロボ ぶっちぎりバトルハッカーズ - 『天威勇士』という名で放送。
- ドン・チャック物語(第1期) - 『小海獺』というタイトルで放送。
- 太陽の子エステバン - 『黃金城歷險記』というタイトルで放送。
- 爆走兄弟レッツ&ゴー!! - 『爆走兄弟』という名で放送。
- 超時空世紀オーガス - 『時空爭霸戰』というタイトルで放送。
- キャプテン・プラネット - 『地球先鋒隊』というタイトルで放送。
- 魔法のプリンセス ミンキーモモ- 『甜甜仙子』というタイトルで放送。
- 魔法の天使クリィミーマミ - 『魔法小天使』というタイトルで放送。
- 魔法のスターマジカルエミ - 『小小魔術師』というタイトルで放送。
- 愛天使伝説ウェディングピーチ - 『愛天使傳說』というタイトルで放送。
- 光の伝説 - 『燕燕的故事』というタイトルで放送。
- ピグマリオ - 『七海遊龍』というタイトルで放送。
- おにいさまへ… - 『親親天使心』というタイトルで放送。
- ハクション大魔王 - 『糊塗魔術師』というタイトルで放送。
- ポールのミラクル大作戦 - 『小寶歷險記』というタイトルで放送。
- 若草のシャルロット - 『小玲的故事』というタイトルで放送。
- わんぱく大昔クムクム - 『小康康』というタイトルで放送､ちなみに海外輸出バージョン。
- キャンディ・キャンディ - 『小甜甜』という番組名で放送。
- ハロー!サンディベル- 『小仙蒂』という番組名で放送。
- アルプスの少女ハイジ - 『阿爾卑斯少女』という番組名で放送。(ちなみに台湾には再放送）
- あらいぐまラスカル - 『小浣熊』という番組名で放送。
- ベルサイユのばら - 『凡爾賽玫瑰』という番組名で放送。
- フランダースの犬 - 『龍龍與忠狗』という名で放送。
- ロミオの青い空 - 『羅密歐的藍天』という名で放送。
- 愛少女ポリアンナ物語 - 『小安娜』という名で放送。
- 牧場の少女カトリ - 『牧場上的小乖乖』という名で放送。
- 愛の若草物語 - 『小婦人』という名で放送
- 女王陛下のプティアンジェ - 『小偵探』という名で放送。
- アイドル天使ようこそようこ - 『小俏妞』という名で放送。
- メジャー - 『棒球大聯盟』という番組名で放送。
- ドラえもん - 『哆啦A夢』という番組名で放送。
- コボちゃん - 『人小鬼大』という番組名で放送。
- こちら葛飾区亀有公園前派出所 - 『烏龍派出所』という番組名で放送。
- ケロロ軍曹 - 『KERORO軍曹』という番組名で放送。
- 母をたずねて三千里 - 『萬里尋母』という番組名で放送。
- アンデス少年ペペロの冒険 - 『萬里尋父』という番組名で放送。
- 忍たま乱太郎 - 『忍者亂太郎』という番組名で放送。
- おじゃる丸 - 『丸少爺』という番組名で放送。
- 赤ちゃんと僕 - 『天才寶貝』という番組名で放送。
- あずきちゃん - 『小紅豆』という番組名で放送。
- マスターモスキートン'99 - 『千禧年大尋寶』という番組名で放送。
- わがまま☆フェアリー ミルモでポン! - 『魔法咪路咪路』という番組名で放送。
- ロックマンエグゼ - 『洛克人EXE』という番組名で放送。
- ロックマンエグゼAXESS - 『洛克人EXE AXESS』という番組名で放送。
- ぴちぴちピッチ - 『真珠美人魚』という番組名で放送。
- capeta - 『極速方程式』という番組名で放送。
- MÄR -メルヘヴン- - 『MAR魔兵傳奇』という番組名で放送。
- 遊☆戯☆王 - 『遊戲王』という番組名で放送。
- 遊☆戯☆王デュエルモンスターズ - 『遊戲王怪獸之決鬥』という番組名で放送。
- 遊☆戯☆王デュエルモンスターズGX - 『遊戲王GX』という番組名で放送。
- 遊☆戯☆王5D's - 『遊戲王5D's』という番組名で放送。
- 一休さん - 『一休和尚』という番組名で放送。
- SLAM DUNK - 『灌籃高手』という番組名で放送。
- 地獄先生ぬ〜べ〜 - 『靈異教師神眉』という番組名で放送。
- ホイッスル! - 『哨聲響起』という番組名で放送。
- HUNTER×HUNTER - 『HUNTER獵人』という番組名で放送。
- ヒカルの碁 - 『棋靈王』という番組名で放送。
- NARUTO -ナルト- - 『火影忍者』という番組名で放送。
- NARUTO -ナルト- 疾風伝 - 『火影忍者-疾風傳』という番組名で放送。
- 黒子のバスケ - 『影子籃球員』という番組名で放送。
- 美少女戦士セーラームーン - 『美少女戰士』という番組名で放送。
- シュート! - 『足球風雲』という番組名で放送。
- カードキャプターさくら - 『庫洛魔法使』という番組名で放送。
- DEAR BOYS - 『灌籃少年』という番組名で放送。
- GetBackers-奪還屋- - 『閃靈二人組』という番組名で放送。
- おおきく振りかぶって - 『王牌投手 振臂高揮』という番組名で放送。
- 女神候補生 - （日本語と同タイトル）
- 秘密 ―トップ・シークレット― - 『最高機密』という番組名で放送。
- ゴーゴー五つ子ら・ん・ど - 『元氣五胞胎』という番組名で放送。
- 花田少年史 - （日本語と同タイトル）
- 名探偵コナン - 『名偵探柯南』という番組名で放送。
- 美味しんぼ - 『美味大挑戰』という番組名で放送。
- 平成イヌ物語バウ - 『家有賤狗』という番組名で放送。
- ママは小学4年生 - 『超時空保姆』という番組名で放送。
- ヤダモン - 『小巫仙』という番組名で放送。
- 小さなバイキング - 『北海小英雄』という番組名で放送。(台湾には再放送)
- 宇宙兄弟 - （日本語と同タイトル）
- ハイキュー!! - 『排球少年！！』という番組名で放送。
- 妖怪ウォッチ - 『妖怪手錶』という番組名で放送。

## 姉妹局
- TBS
  - 1992年5月1日、共同でドミノ倒し世界記録の挑戦を行った（TBSではギミア・ぶれいくにて放映）。ダチョウ倶楽部がバラエティ番組でCTSを訪問したこともあった。
- ABC
- ZDF
- 南アフリカテレビ
- チャンネル7
- パナマテレビ
- チャンネル13
- チャンネル12